# Helianthemum scopulicola
L'heliantem roquer o Helianthemum scopulicola és una planta de la família Cistaceae endèmica de l'illa de Mallorca.
És un petit arbust, que pot arribar a assolir poc més de 40 cm d'alçada. Es tracta d'una planta diploide (2n=20 cromosomes). Les seves flors són hermafrodites i molt vistoses i la planta no té mecanismes de reproducció vegetativa. Semblen existir mecanismes d'autoincompatibilitat, els quals limitarien la producció de llavors a partir d'exemplars cultivats.
H. scopulicola és un endemisme just conegut en una única localitat de l'extrem occidental de Mallorca, on creix en fissures i replans de roques d'un penya-segat marítim, entre 380 m i 470 m sobre el nivell de la mar. Aquesta espècie podria estar relacionada, si més no des d'un punt de vista morfològic, amb espècies endèmiques del centre i est de la península Ibèrica com Helianthemum asperum, o bé amb Helianthemum apenninum, espècie de més àmplia distribució a la regió mediterrània. L'única població coneguda està situada en una zona d'accés molt difícil, fet que limita les pertorbacions antròpiques, però la feblesa demogràfica de la població l'apropa a una situació que pot ser de col·lapse poblacional.